# Wciąż ją kocham
Wciąż ją kocham (ang.: Dear John) – amerykański melodramat z 2010 roku w reżyserii Lasse Hallströma, scenariusz do filmu powstał na podstawie powieści Nicholasa Sparksa. Oryginalny tytuł filmu nawiązuje do Dear John letter, wyrażenia oznaczającego list napisany przez kobietę do mężczyzny, w którym zostaje on poinformowany o zakończeniu łączącego ich związku.

## Obsada
- Amanda Seyfried jako Savannah Lynn Curtis
- Channing Tatum jako John Tyree
- Richard Jenkins jako pan Tyree
- Scott Porter jako Randy
- Henry Thomas jako Tim Wheddon
- Leslea Fisher jako Susan
- Mary Dudley jako pani Curtis
- Michael Harding jako krupier
- Bryce Hayes jako Jerry
- Teresa Smith jako pielęgniarka
- Tom Stearns jako krupier
- Luke Benward jako Allan

i inni.

## Soundtrack
1. Joshua Radin i Schuyler Fisk – Paperweight

2. The Swell Season – The Moon

3. 311 – Amber

4. The Donkeys – Excelsior Lady

5. Wailing Souls – Things & Time

6. Amanda Seyfried i Marshall Altman – Little House

7. Fink – This Is the Thing

8. Rosi Golan – Think of Me

9. Rachel Yamagata i Dan Wilson – You Take My Troubles Away

10. Deborah Lurie – Dear John Theme

11. Snow Patrol ft. Martha Wainwright – Set The Fire To The Third Bar (utwór dodatkowy)
Inne piosenki z filmu, które nie znajdują się na płycie CD.
- Ryan Adams – Answering Bell
- Amanda Seyfried – Little House (Acoustic)
- Ozomatli – Saturday Night
- Brian Tichy – Dead in Your Tracks
- Gaye Tolan Hatfield – Let Her Gift Be Me
- Brad Hatfield – Ballroom Ballad
- Geronimo Jackson - Dharma Lady